# 帕特考
帕特考，是匈牙利费耶尔州所辖的一个村。总面积40.38平方公里，总人口1646，人口密度40.8人/平方公里（2011年1月1日）。